# Grot (żeglarstwo)

Grot

Grot – najważniejszy żagiel na dowolnej jednostce pływającej o napędzie żaglowym. Może być to żagiel największy na jednostce, żagiel podstawowy dla danego typu takielunku, lub choćby jedyny. Od nazwy tego żagla nazywane są powiązane z nim: maszty, liny i inne żagle.
W zależności od takielunku jednostki, grotem jest:
- na jednostce z jednym tylko żaglem – właśnie ten żagiel
- na jednostce z jednym tylko masztem – główny (czyli największy) żagiel tego masztu
- na jednostce z dwoma masztami – główny żagiel tego masztu, który jest wyższy, a jeżeli oba maszty są takie same, to tylnego masztu
- na jednostce z trzema masztami – główny żagiel środkowego masztu
- na jednostce z więcej niż trzema masztami – główne żagle na wszystkich masztach prócz pierwszego i ostatniego, groty są wtedy numerowane: żagiel na drugim maszcie to pierwszy grot, na trzecim maszcie to drugi grot itd.